# ألفوركي
بلدية ألفوركي (بالإسبانية: Alforque) هي بلدية تقع في مقاطعة سرقسطة التابعة لمنطقة أراغون شمال شرق إسبانيا.

## الديموغرافيا
بلغ عدد سكان بلدية ألفوركي 87 نسمة عام 2011 (وفقاً للمعهد الوطني الإسباني للإحصاء).
| 89 | 94 | 83 | 84 | 77 | 87 | 87 |